# Општина Курацеле (Бихор)
Курацеле (рум. Curăţele) општина је у Румунији у округу Бихор.
Oпштина се налази на надморској висини од 260 m.